# Gampsorhynchus torquatus
Gampsorhynchus torquatus là một loài chim trong họ Pellorneidae.